# 스와 요리미즈
스와 요리미즈(일본어: 諏訪頼水)는 에도 시대 전기의 다이묘이다. 시나노 스와 번 초대 번주를 지냈다. 스와 요리타다의 장남.
| 전임 스와 요리타다 | 스와씨 당주 1592년 ~ 1640년 | 후임 스와 다다쓰네 |

| 전임 스와 요리타다 | 제2대 소자 성 성주 (스와 가) 1592년 ~ 1601년 | 후임 아키모토 나가토모 |

| 전임 히네노 요시아키 | 제1대 스와 번 번주 (스와 가) 1601년 ~ 1640년 | 후임 스와 다다쓰네 |